# Kappa Reticuli
Kappa Reticuli (κ Ret) es una estrella situada en la constelación de Reticulum.
De magnitud aparente +4,71, es la sexta más brillante en su constelación.

## Características
Kappa Reticulum es una estrella blanco-amarilla de la secuencia principal de tipo espectral F5V.
No muy distinta de la conocida Procyon (α Canis Minoris), tiene una temperatura efectiva de 6771 K, siendo su luminosidad 4,7 veces superior a la del Sol.
Gira sobre sí misma con una velocidad de rotación proyectada de 13,2 km/s y su periodo de rotación es igual o inferior a 6,9 días.
Es más masiva que nuestro Sol —se estima que su masa es un 40% mayor que la masa solar— y tiene una edad comprendida entre 1300 y 1800 millones de años.
En cuanto a su metalicidad, presenta una abundancia relativa de hierro inferior de la del Sol ([Fe/H] = -0,27), tendencia observada en la totalidad de los elementos evaluados.
El cobre, con un contenido equivalente al 13% del que tiene el Sol, es el metal más deficitario.
Por el contrario, su abundancia de litio es logє[Li] = 1,70, mayor que en el Sol.

## Distancia y duplicidad
Kappa Reticuli se encuentra a 70,7 años luz del sistema solar.
Forma parte del «supercúmulo de las Híades», grupo de estrellas relacionado con el cúmulo del mismo nombre en la constelación de Tauro.
Otros miembros de este grupo son κ Tucanae, 61 Piscium y 47 Arietis, todas ellas de características similares a Kappa Reticuli.
Por otra parte, Kappa Reticuli parece tener una compañera estelar separada visualmente de ella 54 segundos de arco.
Denominada LHS 1552, es una enana roja de tipo M0.5 y magnitud aparente +10,68.
Tiene una temperatura superficial de 3750 K y una luminosidad equivalente a 1/15 de la del Sol.
Su radio equivale al 57% del radio solar.